# حمزه‌لار (گول‌باشی)
حمزه‌لار (به ترکی استانبولی: Hamzalar) یک منطقهٔ مسکونی در ترکیه است که در گول‌باشی واقع شده‌است.